# Callitriche hermaphroditica
Callitriche hermaphroditica là một loài thực vật có hoa trong họ Mã đề. Loài này được L. mô tả khoa học đầu tiên năm 1755.

## Hình ảnh

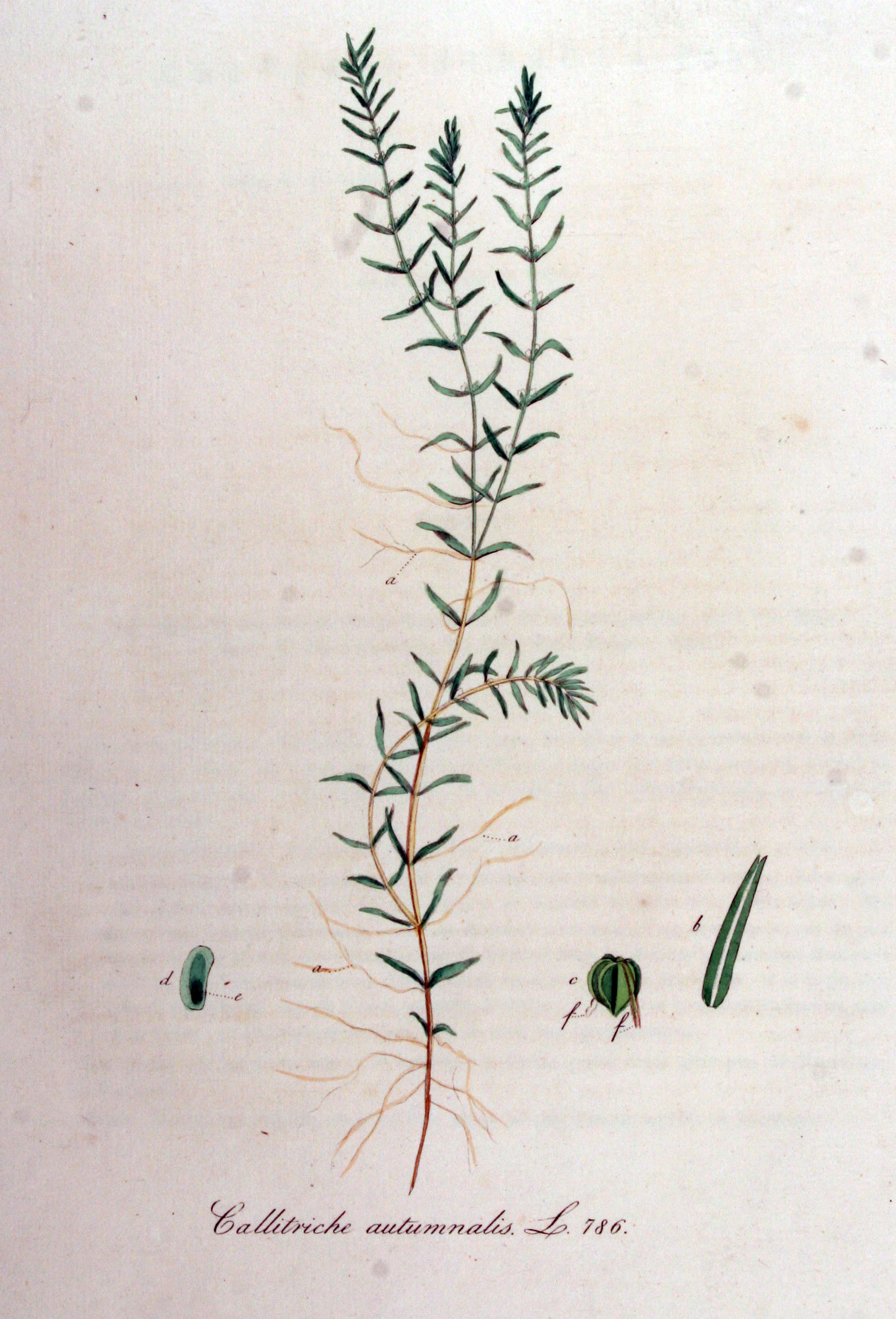
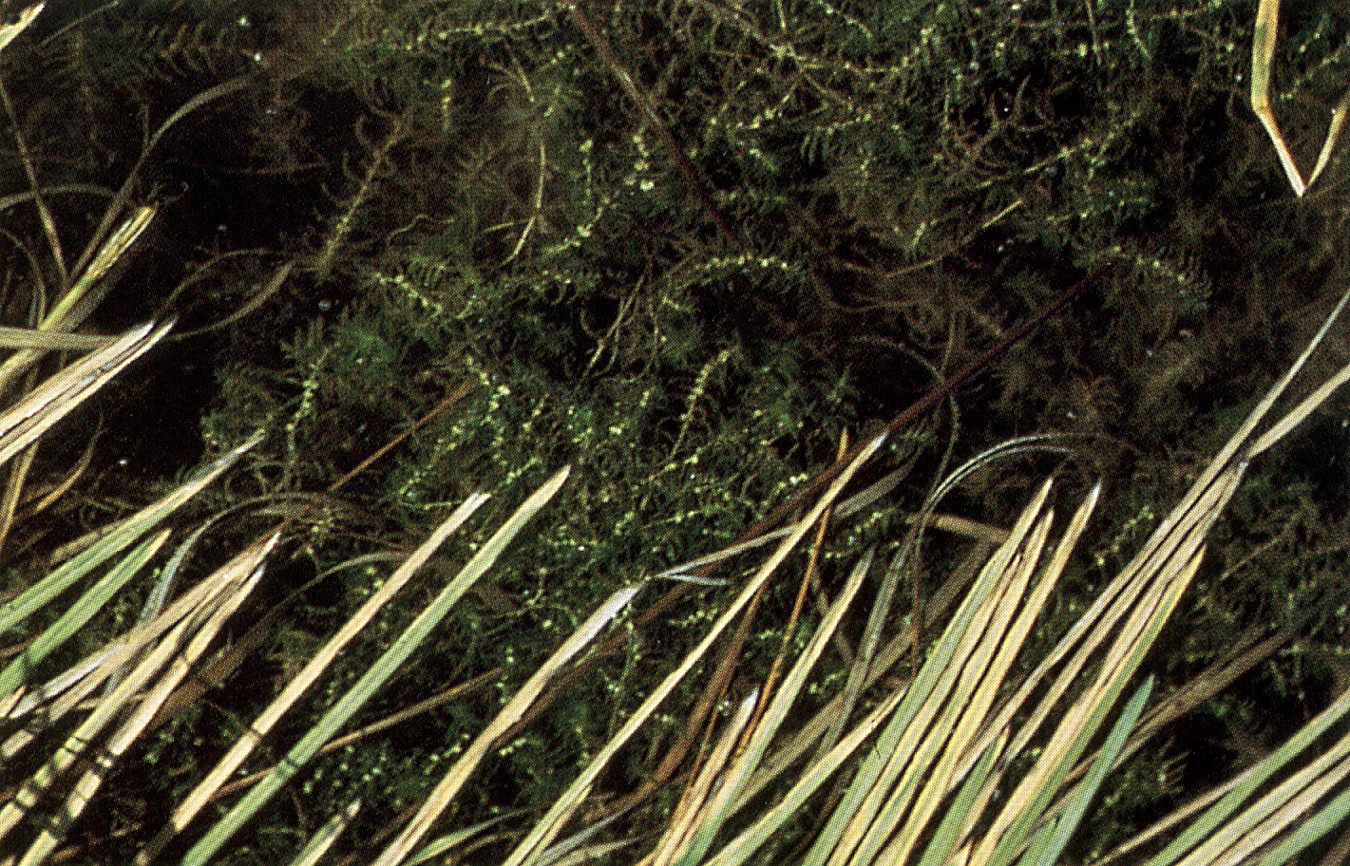
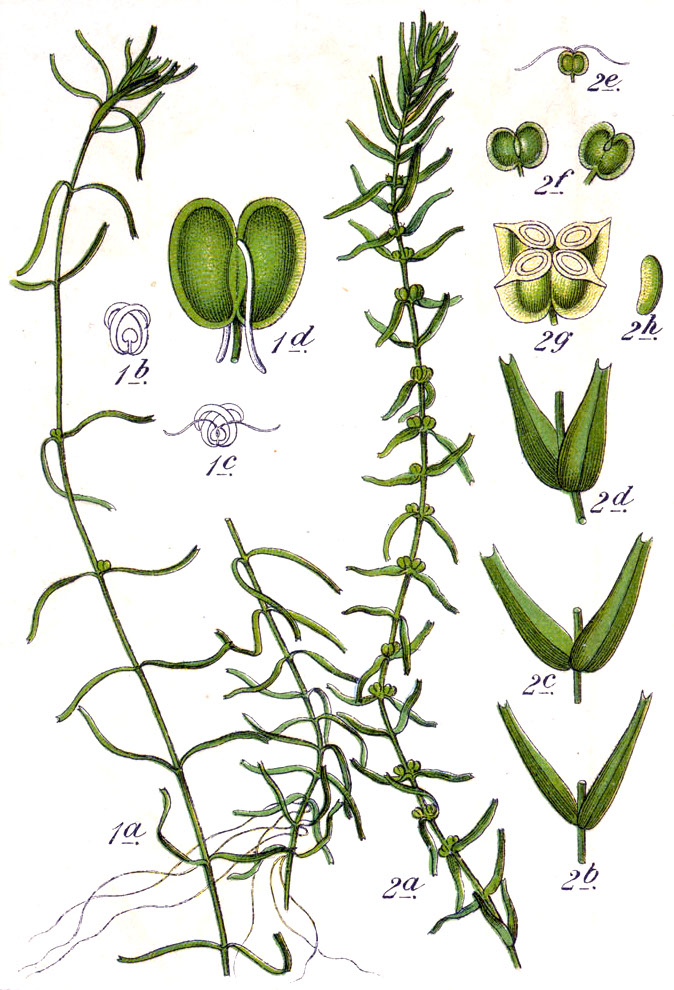
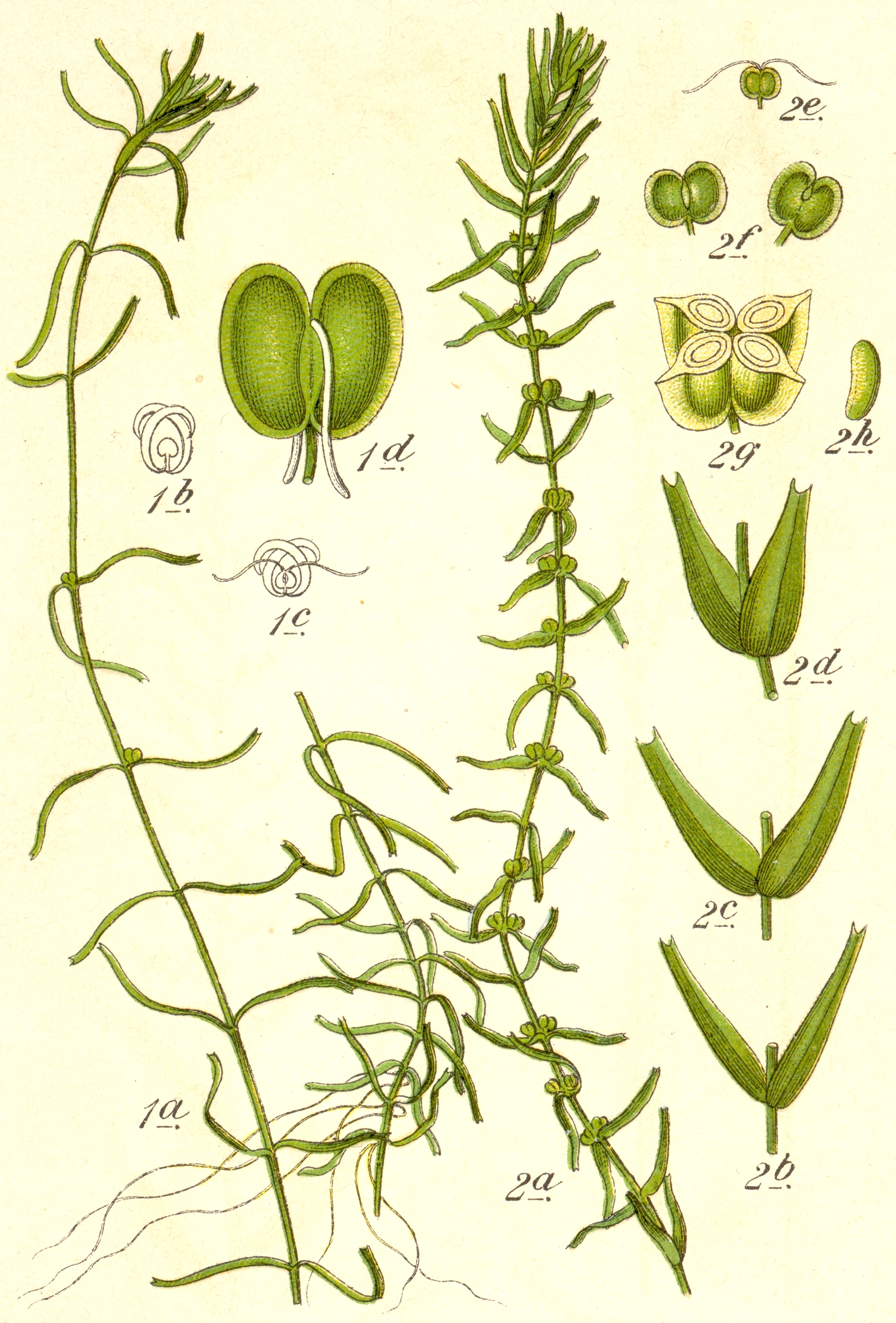